# Walter Forster
Walter Forster (7. února 1909 Karlovy Vary – 24. dubna 1947 Praha) byl za protektorátu příslušníkem kladenského gestapa, kde působil od roku 1942 do konce druhé světové války. Walter Forster byl německé národnosti. Sám nebo se svými kolegy zatkl 317 osob. Z tohoto počtu jich bylo 26 popraveno, 284 prošlo různými nacistickými koncentračními tábory; 17 se již nikdy navrátilo a jen 31 osob bylo po výsleších a několikaměsíčním věznění propuštěno. Začátkem května 1945 hledala valná většina příslušníků kladenského gestapa útočiště (a úkryt) buď u příbuzných nebo doma. Walter Forster byl zatčen v Karlových Varech.

## Proces
Hlavní přelíčení s Walterem Forsterem a dalšími příslušníky kladenského gestapa bylo zahájeno na Pankráci v Praze 27. března 1947 v půl desáté dopoledne. Soudnímu přelíčení předsedal přednosta mimořádného lidového soudu Vladimír Kozák. Všichni obvinění vinu popírali, svalovali na jiné nepřítomné osoby a umenšovali ji. Na svoji obhajobu uváděli příklady případů, kdy údajně zabránili zatčení některých osob nebo kdy již zadrženým lidem údajně pomáhali. Dne 24. dubna 1947 byl vynesen rozsudek (měl 79 stran) a to včetně šesti trestů smrti. Jednalo se o Haralda Wiesmanna, jeho zástupce Thomase Thomsena, Oskara Felkla, Waltera Forstera, Otto Gehla a Rudolfa Vlčka. Všech šest mužů odsouzených k nejvyššímu trestu bylo popraveno 24. dubna 1947 mezi 16.20 a 17.51 hodinou. Poprava oběšením byla vykonána v Praze v Pankrácké věznici. Tělesné ostatky Waltera Forstera byly pohřbeny do anonymního (neoznačeného) šachtového hrobu na Ďáblickém hřbitově v Praze.